# AAUSAT3
AAUSAT3 è un satellite di tipo CubeSat costruito da studenti dell'Università di Aalborg (AAU) in Danimarca. È stato lanciato il 25 febbraio 2013 dal Centro spaziale Satish Dhawa in India con un vettore PSLV. Il suo carico utile è composto da due ricevitori AIS.

## Storia
Le attività spaziali studentesche all'Università di Aalborg sono cominciate nel 2003, dopo che l'Università ha collaborato alla costruzione del primo satellite danese, Ørsted, lanciato con successo nel 1999.
AAUSAT3 è il terzo satellite costruito e lanciato da studenti dell'AAU, dopo AAU CubeSat (lanciato nel 2003) e AAUSAT-II (nel 2008). Studenti dell'AAU hanno anche collaborato alla progettazione del satellite SSETI Express Satellite dell'ESA. La progettazione di AAUSAT3 è cominciata nel 2007.